# Opisthoxia croesaria
Opisthoxia croesaria är en fjärilsart som beskrevs av William Schaus 1901. Opisthoxia croesaria ingår i släktet Opisthoxia och familjen mätare. Inga underarter finns listade i Catalogue of Life.